# Lutterbach

Lutterbach este o comună în departamentul Haut-Rhin din estul Franței. În 2009 avea o populație de 6.028 de locuitori.

## Evoluția populației
| An        | 1975  | 1982  | 1990  | 1999  | 2006  | 2009  |
| --------- | ----- | ----- | ----- | ----- | ----- | ----- |
| Populație | 4.742 | 5.039 | 5.325 | 5.581 | 5.985 | 6.028 |